# Tudela (Misamis Occidental)
Tudela è una municipalità di quarta classe delle Filippine, situata nella Provincia di Misamis Occidental, nella Regione del Mindanao Settentrionale.
Tudela è formata da 33 baranggay:
- Balon
- Barra
- Basirang
- Bongabong
- Buenavista
- Cabol-anonan
- Cahayag
- Camating
- Canibungan Proper
- Casilak San Agustin
- Centro Hulpa
- Centro Napu
- Colambutan Bajo
- Colambutan Settlement
- Duanguican
- Gala
- Gumbil

- Loc-soon
- Maikay
- Maribojoc
- Nailon
- Mitugas
- Namut
- Napurog
- Pan-ay Diot
- San Nicolas
- Sebac
- Silongon
- Sinuza
- Taguima
- Tigdok
- Upper Centro
- Yahong